# Luís Joaquim dos Santos Marrocos
Luiz Joaquim dos Santos Marrocos (Lisboa, 17 de julho de 1781 — Rio de Janeiro, 17 de dezembro de 1838), bibliotecário da Real Biblioteca Portuguesa, tanto na cidade de Lisboa como no Rio de Janeiro e oficial maior da secretaria de estado dos negócios do reino (português e brasileiro).

## Biografia
Nascido em Lisboa do ano de 1781, Luiz Joaquim era o filho mais velho de Francisco José dos Santos Marrocos, bibliotecário e professor de filosofia. Esta família, a Santos Marrocos, pertencia a uma elite de funcionários e burocratas ligada à cultura e ao saber.
Ex-estudante da universidade de Coimbra a partir de 1802, o primogênito de Francisco José passou a ajudá-lo na Real Biblioteca, catalogando, reproduzindo e preservando livros e documentos.
Com a transferência da corte portuguesa para o Brasil (1807) e o desenrolar da Guerra Peninsular (1807-1814) Luiz entrou para a resistência portuguesa na Junta de Direção Geral dos provimentos de boca para o exército e, pouco depois, foi nomeado capitão de uma das companhias das Legiões Nacionais para a defesa de Lisboa durante a invasão francesa em Portugal.
Em 1811 é indicado pelo próprio príncipe regente D. João como o encarregado de acompanhar o deslocamento do acervo real, de aproximadamente 60 000 volumes de Portugal para o Rio de Janeiro.
Na primavera deste ano e a bordo da fragata Princesa Carlota o bibliotecário real inicia uma série de cartas que hoje é considerada uma das fontes mais preciosas dos pesquisadores que estudam a corte portuguesa no período que esta permaneceu em terras brasileiras. Estas cartas estão guardadas atualmente nos arquivos da Biblioteca Nacional da Ajuda, em Portugal. São aproximadamente duas centenas de cartas de mão única e endereçadas, na grande maioria, ao seu pai que permaneceu em Portugal. A primeira, como já mencionado, foi escrita a bordo da fragata Carlota Joaquina, no translado do acervo real, no dia 12 de abril de 1811 em alto-mar e a última é de 26 de março de 1821, um mês antes do retorno de D. João VI a Portugal.
Chegando ao Brasil, Rio de Janeiro, no dia 17 de junho de 1811 recebeu o cargo de escriba e encarregado de organizar os documentos da coroa em terras brasileiras, bem como, acumulando a função de bibliotecário do acervo real, 60 000 volumes que acabara de trazer.
Em 15 de junho de 1814, nasce Joaquinna dos Santos Marrocos, no Rio de Janeiro. A criança, filha de Luiz Joaquim e Anna Maria, foi concebida antes do casamento, o que explica o porquê do casamento às pressas. Joaquinna foi entregue ao Santíssimo Sacramento, uma irmandade religiosa que abrigava e mantinha crianças de famílias abastadas.
Em 22 de setembro de 1814, Luiz Joaquim casa-se com a brasileira, filha de portugueses, Anna Maria de São Thiago Souza.
Em 1817 é nomeado para a secretaria de estado dos negócios do reino (português) como oficial, porém, com o retorno da família real portuguesa (22 de março de 1821) retorna aos serviços na administração das reais bibliotecas.
Após a independência do Brasil (1822) assumiu, no ano de 1824, o posto de oficial maior da secretaria de estado dos negócios do império brasileiro.
Como escriba, Luiz Joaquim dos Santos Marrocos aparece em dois importantes documentos do império brasileiro: a primeira constituição do império de 1824 e a primeira lei de patente datada em 1830.
Luiz Joaquim morreu em 17 de dezembro de 1838 aos 57 anos como registrado na edição do dia 18 de dezembro de 1838 no Jornal do commercio. “faleceu ontem o sr. Luiz Joaquim dos Santos Marrocos, oficial-maior da Secretaria de Estados dos Negócios do Império”.